# Raïon de Kalinkavitchy
Le raïon de Kalinkavitchy (en biélorusse : Калінкавіцкі раён,  Kalinkavitski raïon ; en russe : Калинковичский район, Kalinkovitchski raïon) est une subdivision de la voblast de Homiel, en Biélorussie. Son centre administratif est la ville de Kalinkavitchy.

## Géographie
Situé au centre de la voblast de Homiel, le raïon de Kalinkavitchy couvre une superficie de 2 756 km2, sur la rive gauche de la rivière Pripiat. Il est limité au nord par le raïon de Svetlahorsk, à l'est par le raïon de Retchytsa, au sud-est par le raïon de Khoïniki, au sud-ouest par le raïon de Mazyr, à l'ouest par le raïon de Petrykaw et enfin au nord-ouest par le raïon d'Aktsiabarski.

## Histoire
Le territoire du raïon fit partie de la République socialiste fédérative soviétique de Russie jusqu'au 3 mars 1924, date de son rattachement à la République socialiste soviétique biélorusse. Le raïon de Kalinkavitchy fut créé le 17 juillet 1924. Il fut supprimé le 26 juillet 1930 et son territoire rattaché au raïon de Mazyr. Il fut rétabli le 3 juillet 1939.

## Population

### Démographie
Les résultats des recensements de la population (*) font apparaître une croissance de la population du raïon jusqu'aux années 1970 suivie par une diminution qui s'est accélérée dans les premières années du XXIe siècle :
| 1959*  | 1970*  | 1979*  | 1989*  | 1999*  | 2009*  |
| ------ | ------ | ------ | ------ | ------ | ------ |
| 79 112 | 85 383 | 82 489 | 78 854 | 72 180 | 64 055 |

### Nationalités
Selon les résultats du recensement de 2009, la population du raïon se composait de trois nationalités principales :
- 92,7 % de Biélorusses ;
- 4,37 % de Russes ;
- 1,54 % d'Ukrainiens.

### Langues
En 2009, la langue maternelle était le biélorusse pour 37.52 % des habitants du raïon et le russe pour 26,1 %. Le biélorusse était parlé à la maison par 37,5 % de la population et le russe par 55,3 %.